# ایستاده‌رو

جابجابی ایستاده‌رو در یک میمون لمور شیفاک

ایستاده‌رو یا ایستاده‌روی (به انگلیسی: Orthograde) اصطلاحی مشتق شده از واژهٔ یونانی ὀρθός، orthos (به معنی "راست"، "درست" و "مستقیم") و gradi (راه‌رفتن) که شیوه‌ای از راه‌رفتن را توصیف می‌کند که ایستاده و با حرکت مستقل اندام است. هم میمون‌های جهان جدید و هم میمون‌های جهان قدیم در درجه نخست درخت‌پیما هستند و تمایل دارند در حالی که اندام‌هایشان به موازات یکدیگر حرکت می‌کنند راه بروند. این روش با شیوهٔ راه‌رفتن میمون‌های انسان‌نما متفاوت است.
شامپانزه‌ها، گوریل‌ها، اورانگوتان‌ها و انسان‌ها هنگام راه‌رفتن، راست راه می‌روند و اندام‌های آن‌ها برای حفظ تعادل در مقابل یکدیگر می‌چرخند (برخلاف میمون‌ها، میمون‌های انسان‌نما بدون دم هستند تا از آن برای حفظ تعادل استفاده کنند). معایب مربوط به راه رفتن عمودی برای نخستی‌ها وجود دارد، زیرا حالت اولیه جابجایی آن‌ها چهارپایی است. به این حرکت عمودی «حالت ایستاده‌روی (ارتوگراد)» می‌گویند. وضعیت بدنی ایستاده‌روی در انسان از طریق میلیون‌ها سال تکامل امکان‌پذیر شد. برای راه‌رفتن عمودی با حداکثر کارایی، جمجمه، ستون فقرات، لگن، اندام تحتانی و پاها همگی دستخوش تغییرات تکاملی شدند.

## جستارهای بیشتر
جنبش جانوری